# Svømning under sommer-OL 2020 – 4x100 m medley (damer)
4x100 m medley for damer under Sommer-OL 2020 fandt sted den 30. juli og 1. august 2021. 

## Medaljefordeling
| Medaljetagere | Medaljetagere | Medaljetagere | Medaljetagere |
| --- | --- | --- | ------------- |
| Guld | Sølv | Bronze |               |
| Australien · Kaylee McKeown (58.01) · Chelsea Hodges (1:05.57) · Emma McKeon (55.91) · Cate Campbell (52.11) · Emily Seebohm[b] · Brianna Throssell[b] · Mollie O'Callaghan[b] | USA · Regan Smith (58.05) · Lydia Jacoby (1:05.03) · Torri Huske (56.16) · Abbey Weitzeil (52.49) · Rhyan White[b] · Lilly King[b] · Claire Curzan[b] · Erika Brown[b] | Canada · Kylie Masse (57.90) · Sydney Pickrem (1:07.17) · Maggie Mac Neil (55.27) · Penny Oleksiak (52.26) · Taylor Ruck[b] · Kayla Sanchez[b] |               |

## Turneringsformat
Konkurrencen bliver afviklet med indledende heats og finale. Efter de indledende heats går de 8 bedste tider videre til finalen, hvor medaljerne bliver fordelt. 

## Tidsplan
Nedenstående tabel viser tidsplanen for afvikling af konkurrencen:
| Dato      | Tid   | Runde  |
| --------- | ----- | ------ |
| 30. juli  | 21:36 | Heat 1 |
| 30. juli  | 21:42 | Heat 2 |
| 1. august | 11:15 | Finale |

## Resultater

### Heats
| Placering | Heat | Bane | Nation                    | Svømmere | Tid     | Noter |
| --------- | ---- | ---- | ------------------------- | --- | ------- | ----- |
| 1         | 2    | 5    | Canada                    | Taylor Ruck (59.64) Sydney Pickrem (1:07.03) Maggie Mac Neil (55.82) Kayla Sanchez (52.68)                         | 3:55.17 | Q     |
| 2         | 2    | 4    | USA                       | Rhyan White (59.19) Lilly King (1:05.51) Claire Curzan (57.65) Erika Brown (52.83)                                 | 3:55.18 | Q     |
| 3         | 1    | 4    | Australien                | Emily Seebohm (59.37) Chelsea Hodges (1:06.16) Brianna Throssell (57.51) Mollie O'Callaghan (52.35)                | 3:55.39 | Q     |
| 4         | 1    | 3    | Italien                   | Margherita Panziera (1:00.55) Arianna Castiglioni (1:05.26) Elena Di Liddo (56.74) Federica Pellegrini (53.24)     | 3:55.79 | Q, NR |
| 5         | 2    | 6    | Sverige                   | Michelle Coleman (1:00.73) Sophie Hansson (1:05.61) Louise Hansson (56.79) Sarah Sjöström (53.10)                  | 3:56.23 | Q     |
| 6         | 1    | 2    | Japan                     | Anna Konishi (59.75) Kanako Watanabe (1:06.34) Rikako Ikee (57.50) Chihiro Igarashi (53.58)                        | 3:57.17 | Q     |
| 7         | 2    | 3    | Ruslands Olympiske Komité | Anastasia Fesikova (1:00.26) Yuliya Yefimova (1:06.31) Svetlana Chimrova (56.95) Maria Kameneva (53.84)            | 3:57.36 | Q     |
| 8         | 1    | 6    | Kina                      | Chen Jie (1:00.62) Tang Qianting (1:05.73) Yu Yiting (57.84) Wu Qingfeng (53.51)                                   | 3:57.70 | Q     |
| 9         | 1    | 5    | Storbritannien            | Cassie Wild (1:01.10) Sarah Vasey (1:06.49) Harriet Jones (57.95) Freya Anderson (52.58)                           | 3:58.12 |       |
| 10        | 2    | 2    | Holland                   | Kira Toussaint (58.99) Tes Schouten (1:09.98) Maaike de Waard (58.01) Femke Heemskerk (52.91)                      | 3:59.89 |       |
| 11        | 1    | 7    | Tyskland                  | Laura Riedemann (1:00.45) Anna Elendt (1:06.17) Lisa Höpink (58.87) Annika Bruhn (54.67)                           | 4:00.16 |       |
| 12        | 2    | 7    | Hviderusland              | Anastasiya Shkurdai (1:00.64) Alina Zmushka (1:07.25) Anastasiya Kuliashova (57.37) Nastassia Karakouskaya (55.23) | 4:00.49 |       |
| 13        | 2    | 1    | Hongkong                  | Toto Wong (1:01.61) Jamie Yeung (1:08.69) Siobhán Haughey (57.67) Camille Cheng (54.89)                            | 4:02.86 |       |
| 14        | 1    | 1    | Sydafrika                 | Mariella Venter (1:01.03) Tatjana Schoenmaker (1:07.41) Erin Gallagher (59.76) Aimee Canny (54.82)                 | 4:03.02 |       |
| 15        | 2    | 8    | Danmark                   | Karoline Sørensen (1:02.53) Clara Rybak-Andersen (1:08.09) Emilie Beckmann (58.99) Signe Bro (54.43)               | 4:04.04 |       |
| 16        | 1    | 8    | Spanien                   | África Zamorano (1:01.78) Jessica Vall (1:07.37) Mireia Belmonte (1:00.88) Lidón Muñoz (54.11)                     | 4:04.14 |       |

### Finale
| Placering                        | Bane | Nation                    | Svømmere                                                                                                   | Tid     | Noter |
| -------------------------------- | ---- | ------------------------- | --- | ------- | ----- |
| 1                                | 3    | Australien                | Kaylee McKeown (58.01) Chelsea Hodges (1:05.57) Emma McKeon (55.91) Cate Campbell (52.11)                  | 3:51.60 |       |
| 2. plads, sølvmedaljemodtager(e) | 5    | USA                       | Regan Smith (58.05) Lydia Jacoby (1:05.03) Torri Huske (56.16) Abbey Weitzeil (52.49)                      | 3:51.73 |       |
| 3                                | 4    | Canada                    | Kylie Masse (57.90) Sydney Pickrem (1:07.17) Maggie Mac Neil (55.27) Penny Oleksiak (52.26)                | 3:52.60 | NR    |
| 4                                | 8    | Kina                      | Peng Xuwei (59.63) Tang Qianting (1:06.09) Zhang Yufei (55.39) Yang Junxuan (53.02)                        | 3:54.13 |       |
| 5                                | 2    | Sverige                   | Michelle Coleman (59.75) Sophie Hansson (1:05.67) Louise Hansson (56.12) Sarah Sjöström (52.73)            | 3:54.27 | NR    |
| 6                                | 6    | Italien                   | Margherita Panziera (1:00.03) Martina Carraro (1:05.88) Elena Di Liddo (56.96) Federica Pellegrini (53.81) | 3:56.68 |       |
| 7                                | 1    | Ruslands Olympiske Komité | Maria Kameneva (59.95) Evgeniia Chikunova (1:05.99) Svetlana Chimrova (56.70) Arina Surkova (54.29)        | 3:56.93 |       |
| 8                                | 7    | Japan                     | Anna Konishi (59.92) Kanako Watanabe (1:06.61) Rikako Ikee (57.92) Chihiro Igarashi (53.67)                | 3:58.12 |       |